# أدب الباروك الإسباني
| أدب إسباني |
| --- |
| |
| أدب ألفونسو العاشر أدب العصور الوسطى الترجمات في العصر الذهبي الإسباني أدب عصر النهضة رواية فروسية رواية شطارية رواية بيزنطية ميغيل دي ثيربانتس أدب الباروك أدب عصر التنوير أدب الرومانسية أدب الواقعية أدب الحداثة الأولترايسمو جيل 98 جيل 1914 جيل 27 جيل الخمسينات رواية اجتماعية إسبانية ما بعد الحرب |
| انظر أيضًا |
| نقد أدبي • الانطباعية • رومانسية المدرسة الإبداعية • النقد أدب بورتوريكو • البوم الأمريكي اللاتيني البرناسي • واقعية أدبية • طبعانية الرومانسية الجديدة • العبثية في الأدب • باروكية • واقعية سحرية حداثة • كلاسيكية • سريالية • رمزية                                                                    |

ظهر أدب الباروك الإسباني في فترة الإبداع الأدبي التي امتدت تقريبا من أوائل أعمال لويس دي جونجورا ولوبي دي فيغا في ثمانيات القرن السادس عشر حتى بداية القرن الثامن عشر. كان القرن السابع عشر الأكثر تميزا بالأدب الإسباني الباروكي، حيث برز فيه أشهر كُتاب النثر مثل: بالتسار غراثيان وفرانثيسكو دي كيفيدو، والكُتاب المسرحيين مثل لوبي دي فيغا وتيرسو دي مولينا وبيدرو كالديرون دي لا باركا وخوان رويث دي الأركون، وكتّأب الشعر مثل: كيفيدو ولوبي دي فيغا وجونجورا.
من أهم الخصائص الأساسية للأدب الباروكي الإسباني التعقيد المتزايد في المحسنات البديعية وتركيز المواضيع على القلق من مرور الوقت وفقدان الثقة في المباديء الأفلاطونية الجديدة لعصر النهضة. ومن الجدير بالذكر وجود تنوع في القضايا المطروحة ووجود اهتمام بالتفاصيل وحرص على جذب جمهور أوسع، ومثال عليها ازدهار مسرح لوبي دي فيغا الكوميدي. وقد أحدث الاهتمام بالرغبات الجسدية المُهيمن على القرن السادس عشر تركيزاً على فقدان الأخلاق وعلى أهمية إعادة تعليمها، فبرز تياران: الرواقية الجديدة والأبيقورية الجديدة. وفي رواية «الناقد» لغراثيان مرحلة إمعان في الإنسان والعالم، والوعي حول الوهم، والتشاؤم الحيوي (الذي يخلو من الأمل) وأزمة القيم العامة.
اختلطت الأجناس الأدبية، ففي أعمال جونجورا يتعايش الشعر الغنائي ذو الأسلوب الرفيع المعروف في أسطورة بوليفيموس وغالاتية مع قصائد الرومانس وقصائد الليتريات الهزلية الساخرة واسعة الانتشار بين الناس. ويتهجن التياران في أسطورة بيرامو وتيسيبه؛ حيث صاغ كيفيدو أفخم القصائد الميتافيزيقية والأخلاقية، وفي ذات الوقت كتب حول قضايا غير ذات أهمية وأحياناً صادمة (الحظ وسوء الحظ في عين الإست).
شكّل المسرح الباروكي الإسباني مشهداً شعبياً استمر إنتاجه الكلاسيكي إلى وقت لاحق. وكانت الأعمال الدرامية الفلسفية لكالديرون دي لا باركا، وابرزها مؤلفه «الحياة حلم»، أوج الإنتاج الدرامي الإسباني، لذا فقد حصل على لقب اسم «العصر الذهبي».

## السياق التاريخي
ظهر الباروك الإسباني بمنتصف العصر الذهبي في الأدب الإسباني. حكم إسبانيا في تلك الفترة ثلاثة ملوك: فيليب الثاني وفيليب الثالث وفيليب الرابع الذي استمر حكمه حتى عام 1665. وكان فيليب الثاني كارلوس الخامس للإمبراطورية الرومانية المقدسة وولي عهده وأول فيليب في إسبانيا، وكان قد استولى على العرش الإسباني عام 1556.
وخلال القرن الماضي، حققت إسبانيا أعلى توسعاً في الأراضي التابعة لها. وبسبب الميراث والغزوات والاتفاقات الدبلوماسية والزيجات الملكية خضع لكارلوس الخامس كل من نابولي، وصقلية، والأراضي الفلامندية، وألمانيا، وهنغاريا والبرتغال. على العكس من ذلك، فإن تولي فيليب الثالث وفيليب الرابع الحكم أدى تدريجياً إلى فقدان جميع الأراضي الأوروبية. وتسبب هذا في افتعال مشاكل خطيرة: دينية وسياسية ومحلية ودولية. وخلال هذا القرن حكم إسبانيا فرع سلالة هابسبورغ وسميت بذلك إسبانيا هابسبورغ، ونشأت حياة تشبه القرون الوسطى في مناحي عديدة في إسبانيا.
ورث الملك فيليب الثالث 1621-1598 إمبراطورية كبيرة من الإفلاس، وورث معها عداوة إنجلترا وهولندا. ونقل دوق ليرما البلاط الملكي إلى بلد الوليد عام 1600؛ وبعد ست سنوات أعيد إلى مدريد. وفي عام 1604 وُقّعت معاهدة سلام مع إنجلترا وهدنة مع هولندا 1621-1609. وطُرد الموريسيكيون من شبه الجزيرة عام 1609، ولأنهم كانوا يعملون في الحقول الزراعية، فقد أدى طردهم إلى إفقار الزراعة والتجارة في البلاد.
وخلف دوق يرما دوق أوثيدا. وشاركت إسبانيا في حرب الثلاثين عاماً. وازداد النبلاء قوة، في حين أن الاقتصاد استمر في ركود وصكّت نقوداً نحاسية بدلاً من ذهبية أو فضية. وقد منح الملك فيليب السيطرة للكونت- الدوق أوليفاريس، الذي حاول الحفاظ على السيادة الأسبانية في حربه ضد فرنسا التي بدأت عام 1635، وحاول الاستمرار في الهيمنة على هولندا.
وتسبب العبء الضريبي وعدم الرضا السياسي في إحداث ثورة البرتغال وكاتالونيا وأراغون ونافارا وأندلوسيا.
تم افتتاح قصر بوين ريتيرو حيث تم عقد العديد من الاحتفالات الفخمة.
وحلّ لويس دي أرو مكان الكونت الدوق. وفي عهده وصلت الراهبة ماريا دي خيسوس دي أجريدا لتصبح مستشارة للملك. وفي عام 1648 وقّعت إسبانيا معاهدة ويسفاليا، وبموجبها فقدت أراضيها في هولندا التي حصلت على استقلالها.
في عام 1659 انتهت الحرب مع فرنسا بالتوقيع على صلح البرانس. وتسبب الفقر والأوبئة وارتفاع الضرائب في انخفاض مثير للقلق في عدد السكان والهجرة من المناطق الريفية إلى المناطق الحضرية؛ وبقيت العديد من المناطق غير مأهولة، مما أضر بالاقتصاد الوطني.
ورث الملك كارلوس (1700-1665)، وهو الملك الأخير من ملوك هابسبورغ، العرش في سن الرابعة، لذلك وضع تحت وصاية والدته ماريانا من النمسا بمساعدة مجلس الأعيان. فكان ملكاً ضعيفاً كثير المرض، فأطلق عليه لقب «المسحور». لم يخلف أي ذرية من كلتي زيجتيه. واستشعر رغبة الملوك الأوروبيين بالأراضي الإسبانية ورغبتهم بتقسيمها بينهم، حتى قبل وفاته.
حققة البرتغال الاستقلال خلال فترة حكمه (التي انضمت إلى إسبانيا في عهد فيليب الثاني عام 1580). وكانت الحروب المستمرة مع فرنسا دليلاً على الانحطاط الشديد لإسبانيا مقارنة مع فرنسا. ولعدم وجود ذرية لكارلوس الثاني سمي فيليب دي انجو وريثا على العرش، وسيطلق عليه مستقبلاً فيليب الخامس، وهو حفيد الملك الفرنسي لويس الرابع عشر، الذي أدى إلى حرب الخلافة الإسبانية.

## صفات عصر الباروك
يتسم عصر الباروك بالسمات الآتية:
- التشاؤم: لم ينجح عصر النهضة في فرض الانسجام والكمال في العالم. وولم يجعل الإنسانيون الإنسان أكثر سعادة كما ادّعوا; إذ استمرت الحروب واللامساواة; واشتركت جميع أوروبا في الألم والمصائب. أخذ التشاؤم العقلي مكانه بوضوح، ورسم شخصية هادئة بدا واضحا من خلال المسرحيات الكوميدية في ذلك العصر وعلى الهزليات التي تستند عليها الروايات الشطارية.
- الخيبة: بسبب فشل المثاليات النهضوية، وترهل السلطة السياسية في إسبانيا، استمر موضوع خيبة الأمل وبرز في الأدب، مذكراً بالقرون السالفة، في «رقصة الموت» أو «موشحات الموت لوالد» مانريكه. يقول كيفيدوه إن الحياة مكونة من «خلافة الموتى» التي فيها يستبدل المواليد من الطفولة وحتى الكفن الذي يغطى به الأجساد الميتة. خلاصة القول، أن لا شيء مهم، سوى الحصول على الخلاص الأبدي.
- القلق من مرور الوقت
- خسارة الثقة في المثاليات النهضوية

## موقف الكتّاب
إزاء أزمة الباروك، كانت ردة فعل الكتّأب بعدة طرق:
- الهروب: يحاولون تجاهل الواقع، ويقومون بغناء المآثر والأمجاد القديمة من الماضي، أو تقديم وعرض عالم مثالي فيه المشاكل قد حُلت بشكل صحيح وفيه الانتصارات العديدة. وهذا هو حال مسرح لوبي دي فيغا وأتباعه. ومع ذلك، يفضل آخرون اللجوء إلى عالم الفن والأساطير، كما هو حال جونجورا.
- هجو الواقع: وتختار مجموعة أًخرى من الكُتاب أن تسخر من الواقع، مثل كيفيدو، وجونجورا في بعض المطارح وفي الرواية الشطارية.
- الرزانة: يكشفون شكوى الإنسان من غرور الدنيا، وسرعة زوال الجمال والحياة، والشهرة المؤقتة. كان أفضل مثال هو كالديرون دي لا باركا في المسرحيات الدينية.
- إعطاء المواعظ: فينتقدون العيوب أو الرذائل مقترحين نماذج من السلوك بما يتفق مع عقيدة سياسية ودينية. أُساسها الرئيسي السرد العقائدي والنثر لغراثيان وسافيدرا فاجاردو.

## النثر في القرن السابع عشر

### ميغيل دي ثربانتس
يفتتح السرد في القرن السابع عشر بميغيل دي ثربانتس الذي عاد في عام 1580 إلى إسبانيا بعد عشر سنوات من الغياب.
كانت أول أعماله المطبوعة كتابه لا غالاتيا، (الكالا دي إيناريس، 1585). وهي رواية رعوية في ستة كتب شعراً ونثراً، وتبعاً لنموذج «ديانا دي مونتيمايور», يكسر التقليد المتبع من خلال إدخال عناصر واقعية كمقتل قس أو المهارة في بعض الحوارات.
في عام 1605 نشر رواية «النبيل العبقري دون كيخوتي دي لا مانتشا» التي أحرزت نجاحاً فورياً.
في عام 1613 ظهرت «الروايات النموذجية», وهي مجموعة من اثني عشرة قصة قصيرة تبحث عن النموذجية، رغم أن هذه النموذجية لم تكن دائماً واضحة في الرواية.
كان ثاني عمل نثري له «الفارس العبقري دون كيخوتي دي لا مانتشا» عام 1615، وهو الجزء الثاني لرواية الكيخوتي.
في عام 1617, وبعد مرور سنة على موت ثربانتس، ظهرت أعمال لبيرسيلس وسيجيسموندا. وهي رواية بيزنطية أو رواية إغريقية، تقليداً لهليودورو (القرن الثالث الميلادي), ومؤلفه «القصة الإثيوبية لتياجينيس وكاريثليا», وتسرد في أربعة كتب، كيف يسافر برياندرو وأوريستيلا من الأراضي الشمالية في النرويج وفينلندا إلى روما للحصول على زواج مسيحي. وكما هو الحال في هذا الجنس الأدبي، يعانيان طوال الرحلة من تحولات ومتاعب: كالسبي بين البرابرة، وغيرة الخاطبين لكلا العاشقين...
استخدم في هذا العمل محسنات أدبية مستلهمة من «الروايات النموذجية»، وخصوصاً المحسنات إيطالية الأصل، كالتشابك والخلط والتمويه.

### بالتاسار غراثيان
العمل الأهم في النصف الثاني من القرن هو «الناقد» (1651-1657) لليسوعي الأراغوني بالتاسار غراثيان (1601-1658). تظهر في الرواية الاسبانية المفاهيم أو التجريدات. وتفرض الفكرة أكثر من الصورة. إنها رواية فلسفية مكتوبة في شكل خيالي حول حياة الإنسان.
صقل غراثيان النثر التعليمي في اطروحات ذات بنية أخلاقية ولغرض تعليمي، مثل «البطل» 1637 و«السياسي دون فرناندو الكاثوليكي» 1640 أو «المتحصن» 1646. وهي سلسلة كاملة تجسد الرجل المثالي من الحكمة والفطنة والصفات والمناقب التي عليه التحلي بها.
وكان «الهاتف الإله الموجز وفن الحكمة» عبارة عن مجموعة من ثلاثمائة مثال للنجاح في أزمة العالم المعقدة في القرن السابع عشر. وقد سجّل الكتاب الأكثر مبيعاً في الآونة الأخيرة، وبيع من النسخة الإنجليزية أكثر من مائة وخمسين ألف نسخة، ككتيب مساعدة ذاتية للمديرين التنفيذيين.
كان أسلوب غراثيان مكثفا متعدد المعاني. هذه البنية انطلقت من جمل مختصرة تحتوي على الكثير من اللعب في الكلمات ومجموعة مبتكرة من المفاهيم. نظرته للحياة نظرة واهمة، جاءت متوافقة مع انحطاط المجتمع الاسباني. كون من خلالها عالماً مليء بالعدائية وبالخداع والمظاهر الكاذبة التي سادت على الفضيلة والحقيقة. وأظهر الرهو كائنا ذا نفس طامعة وخبيثة. وكثير من كتبه هي كتيبات سلوك تسمح للقارئ التخلص بنجاح من خبث زملائه. بالنسبة له يجب أن يكون حكيم وعالم، يتعلم من خبرات الحياة ومعرفة نوايا الآخرين إلى درجة التحمل الخطر والنفاق. عُرف غراثيان بأنه رائد الحركة الوجودية. وأثر أيضاً في الأخلاقيين الفرنسيين، مثل روشفوكو، وفي القرن 19 في فلسفة آرثر شوبنهار.

### فرانثيسكو دي كيفيدو

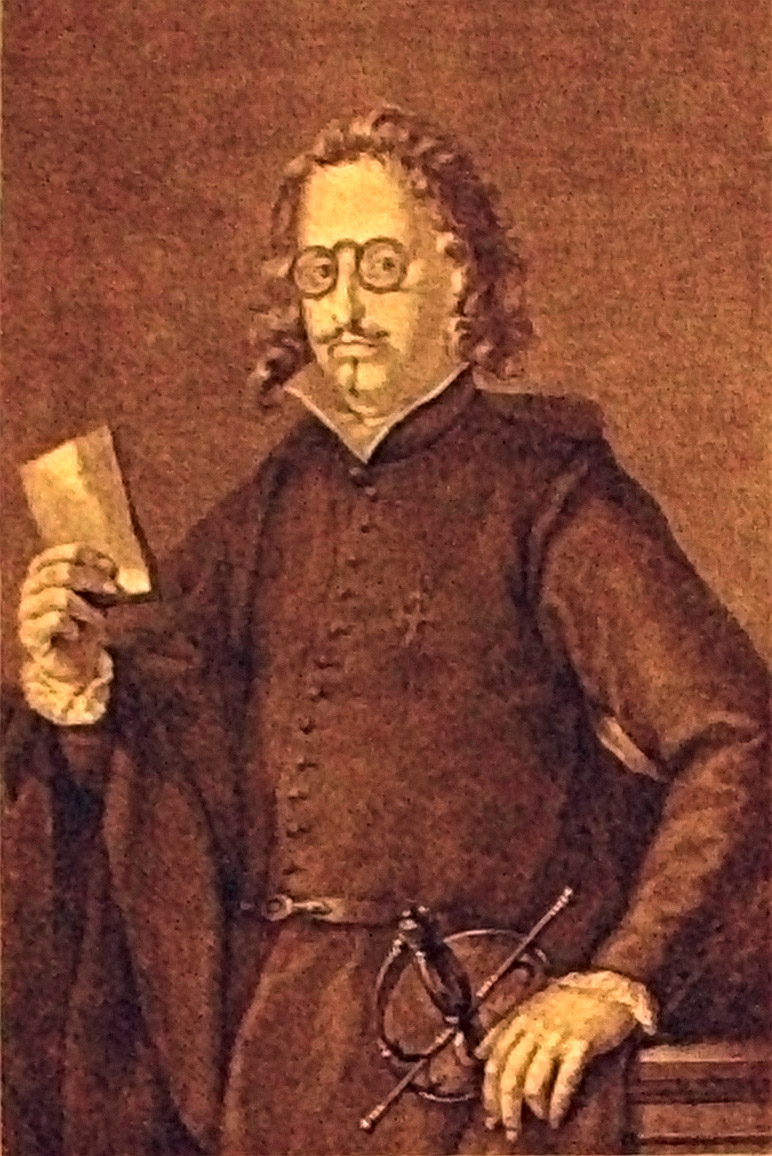
فرانثيسكو دي كيفيدو، لوحة للرسام R. Ximeno.

فرانثيسكو دي كيفيدو كتب في حوالي 1604 عمله الأول في النثر الخيالي وهي رواية شطارية بعنوان حياة صعلوك يدعى السيد بابلوس، مثال المتشردين ومرآة البخلاء.
وقد صقل كيفيدو النثر الهجائي والسياسي والأخلاقي في أعمال تسيطر عليها الفلسفة الرواقية، باهتمامات سينيكية ويعالج فيها قضايا مثل النماذج الأصلية في المجتمع الباروكي والوجود المستمر للموت في حياة الإنسان واعتناء المسيحية بالسياسة.
وفي 1605 أرّخ لأول حلم من أحلامه: «حلم العقل» يروي فيه قيامة الأموات، وهو هجاء ضد المهن والأوضاع الاجتماعية: الفقهاء والأطباء والجزاريين..
كتب عام 1619 «سياسة الله: حكم المسيح وطغيان الشياطين» وهي أطروحة سياسية أوجز فيها عقيدة الحكم الصالح أو مرآة الأمراء للملك الصالح الذي يتخذ من المسيح قدوة له. وهي أطروحة تقع نهج يخالف الماكيافيليه الإسبانية، وتقترح سياسة خالية من المؤامرات وبعيدة عن التأثيرات الضارة.
في حوالي 1636 يختتم كيفيدو إنتاجه بآخر أكبر وأعظم نثر هجائي له، ربما في 1632 وهي «ساعة الجميع وحظ العقول» والتي بقيت غير منشورة حتى 1650. وفيها يطلب الإله الأعظم جوبيتر من ألهة الحظ فورتونا أن تمنح ساعة لكل واحد بما يستحقه فعلاً، مما يؤدي إلى رؤية المظاهر الكاذبة، والوجه الآخر للواقع والحقيقة المختفية وراء حجاب النفاق. فتظهر المفارقة، لأطباء هم في الواقع جلادون، الأغنياء هم فقراء ولكن لصوص.. مقدما في النهاية عرضاً هجائيا لا يرحم للأنواع الاجتماعية والمهن والأوضاع.

### كتّاب نثر آخرون
- لوبي دي فيغا، وأبرز أعماله «روايات مارثيا ليوناردا» وهي مجموعة من روايات متنوعة وأعمال قصيرة ذات موضوع مرتبط بالحب ويستعمل فيها تقنية الخلط ما بين الشعر والنثر، وبين بيئات غريبة وموريسكية ويهودية، الخ. مع تبحر في العلم واستطرادات متكررة وطويلة.
- ماتيو أليمان (إشبيلية، 1547 - المكسيك، 1615)، مؤلف الرواية الشطارية غوثمان دي الفاراتشيه، التي نُشر الجزء الأول منها عام 1599. أنشأ هذا العمل قانون الجنس الأدبي، وحقق نجاحاً هائلاً في إسبانيا وأوروبا. كانت تعرف باسم «صعلوك أليمان» وقد نشرت في لشبونة عام 1604 مع الجزء الثاني منها. كان النجاح الأوروبي لعمله هائلاً؛ ترجمت باكراً إلى الإيطالية في المطابع البندقية لباريزي عام 1606؛ في ألمانيا نشرت في ميونخ في 1615؛ ج. تشابيلاين ترجم شطري الرواية إلى الفرنسية ونشرت في باريس عام 1620؛ بعد ذلك بعامين تم في لندن إصدار النسخة الإنجليزية لجميس مابي مع مقدمة استثنائية، يقول للصعلوك جوثمان بأنه كان«أشبه بالسفينة التي تسير وتقترب من الشواطئ ولكنها لا ترسو أبداً».
- ألونسو دي كاستيو سولورثانو (1584- قبل 1648)، أصله من تورديسياس بلد الوليد، وكان روائياً ذي شعبية كبيرة، مؤلف «فتاة من أكاذيب، تيريسا دي مانثاناريس» 1632، «مغامرات الباتشيير تراباثا» 1637، و«الدلق من إشبيلية وهوك صاحب الأكياس» 1642، وأعمال حول أدب الصعاليك قصيرة حيث تختلط الروايات والقصائد وبعض من الفواصل الترفيهية، كما رأينا في لوبي دي فيغا. *ليس من دون سبب تعتبر المدريدية ماريا دي ثاياس وسوتومايور (1590-1661 الروائية الثانية في هذا القرن بعد ثيربانتس. ففي 1637 ظهرت «رواياتها الرومانسية والنموذجية»، وهي مجموعة من عشر قصص تتضمن موضوع إغراء أثار جدلاً ومفاجئة.
- وكان اللاحق لفرانثيسكو دي كيفيدو هو لويس فيليز دي جيوبارا (1579-1644)، مؤلف «الشيطان الأعرج» 1641، وهي هجاء للمجتمع باستخدام شخصيات خيالية.
- يغلق النصف الثاني من القرن مع «حياة وأفعال استيبانيو جونثاليث، رجل ذو طبع جيد» (أنتويرب، 1646). حيث يروي حياته (1608-1646) كخادم لكثير من المالكين وجندي يقع في عدة أخطار. يقدم فيها ملالمح الصعاليك: الحيل والمعارك والخداع والسكر والسرقات والدعارة.
- يشرق النثر الفلسفي مع لويس دي مولينا (1535- 1600)، الذي عاش في روما. وكان لمذهبه المولينوسيسمو أثر وتأثير في مفكري وكتاب الباروك من بعده. وتفكيره عبارة عن مزيج من مبادئ الدين مع فلسفة أخلاقية معقد.

## المسرح
قُدّمت الأعمال المسرحية التابعة لهذه الحقبة أماكن مفتوحة مثل الساحات أو الكورال (اسطبلات فارغة كانت يعرض فيها مسرح الكوميديا). كانت تبدأ حول الساعة الثانية بعد الظهر وتستمر حتى الغسق. لا تحوي عادةً مقاعد بحيث يبقي المشاهدون واقفون طيلة التمثيلية. كان يحتل النبلاء الشرفات والنوافذ للمنازل المحيطة بالساحة أو المطلة على المسرح˓ كانت السيدات يحضن العرض بِوجوه مغطاه بأقنعة أو شبك. يبدأ العرض بِـالعزف على الإيتار مع مقطوعة شعبية؛ يتلوها فوراً غناء رفقة أدوات موسيقية. يليها˓ قصيدة قصيرة تشرح مزايا العمل وتلخص مضمونه. في البداية كانت تقدّم الكوميديا أو العمل الرئيسي˓ وفي الاستراحات تقدم رقصات أو أغاني.
وكانت المسرح عبارة عن منصة بسيطة وزخرفته ستارة. وكان يتم الإعلان عن تغيير المشهد من قبل أحد الممثلين.
كان الشاعر يكتب الكوميديا˓ والذي يدفع له المؤلف -المدير الأصلي- الذي تعود له جميع حقوق العمل الممثل أو المطبوع في حالة طلب تعديل النص. كانت يستمر عرض الأعمال لحوالي ثلاثة أو أربعة أيام˓ أو في حالات باستثناءات، خمسة عشر يوماً للعمل الناجح.
في النصف الثاني من القرن السادس عشر˓ أدخل خوان دي لا كويبا عنصرين ذي أهمية كبيرة في ازدهار الإنتاج الفني: الأخلاق الشعبية˓ التي قادت إلى الكوميديات ذات الطابع التاريخي الوطني˓ وحرية تأليف مسرحيات تحوي قصصاً تعجب العامة. وتولّى لوبي دي فيغا وتيرسو دي مولينا إنجاز هذا الهدف.
وفي أواخر القرن السادس عشر أنشأ لوبي دي فيغا الكوميديا الوطنية: عمل ذو موضوع عن الحب يتداخل مع التاريخ، الأسطورة˓ الموريسكيون˓ الأسرى، الدين. وكانت تختتم بنهاية سعيدة. وتتكون من ثلاثة فصول˓ في الريدونديات أو العشريات استعمل الحوار˓ في قصائد الرومانس استعمل السرد˓ في المونولوجات والسونتات والثلاثيات استعملت في المواضع الحرجة.
من بين إنتاجه الدراماتيكي الخصيب يبرز: بيريبانيث وقائد أوكانيا (1604-1612)، وهي تراجيكوميديا طُورّت عام 1406 في طليطلة: يعشق الكوماندر زوجة بيريبانيث ويحاول استمالتها لحبه ولكنه يفشل، يكتشف بريبانيث مخطط الكوماندر ويقتله، وبعد أن يعرض قضيته على الملك يمنحه هذا عفواً.
ونحو عام 1614 يؤلف لوبي إحدى أفضل التراجيديات الخاصة به: فوينتياوبيخونا. بعد كتباة «تاريخ ثلاثة أوامر...» (طليطلة˓ 1572) التي ألفها فرانسيسكو دي رادس˓ وتظهر المسرحية انتهاكات القائد فرنان غوميث دي غوثمان لجيران عائلة فويتنتياوبيخونا ولاورينثيا التي تزوجت للتو من فروندوسو. وتصدرالعمل حدث اغتيال الشعب للقائد وعفو من الملوك الكاثوليك بعد صدور الأدلة. وينظر للعمل على أنه انتفاضة شعبية ضد إساءة استخدام السلطة˓ ولكنه يعكس ظلماً آنياً ويؤكد على دور الملك في إزالته.
وكان غيين دي كاسترو كاتباً مسرحياً إسبانياً˓ والأهم في أواخر القرن السادس عشر واحد سادة المسرح الذي يتخذ كوميديا لوبي دي فيغا نموذجا له. من أهم أعماله «صبايا السيد»، وهي من الأعمال التي أثرت على المسرحيين الفرنسيين في وقت لاحق.
فن التأليف المسرحي لِتيرسو دي مولينا شبيه بِفن لوبي˓ وهي كوميديا النبلاء والمقاتلين. ومن سيناريوهاته العبقرية «السيد خيل ذو الجوارب الخضراء»˓ وتحكي قصة امرأة ترتدي زي رجل مما يؤدي إلى سوء الفهم.
ومن كتّأب المسرح في القرن السابع عشر بيدرو كالديرون دي لا باركا (1600-1681)، وأشهر أعماله «الحياة حلم» 1635, دراما فلسفية تتحدث عن سيجيسموندو، ابن ملك بولونيا، الذي كبل بالسلاسل في برج بسبب توقعات لا تحمد عقباها من المنجمين. بينما تطالب روساورا استرداد كرامتها أمام البلاط بسبب إهانة الدوق أستولفو لها. وهذا الدوق يتودد إستيرلا ليصبح ملكاً. عدوانية سيجيسموندو تنفجر عند الإفراج عنه من البرج، وحين يعود يعاد تكبيله بالسلاسل، وتفكيره يجعله يحلم بالحرية. تنفذ أعمال شغب لتحريره، فتغلب إرادته التوقعات وتجعله يهيمن على حالته، فيذهب لمنزل روساورا مع أستولفو ويقبل يد استريلا، ويتم تأسيس النظام.
وجد مجموعة من الكتاب المسرحيين الذين اقتدوا بأسلوب كالديرون واستمروا في الكتابة للنصف الثاني من القرن. اتسموا بالصرامة الكبيرة في البناء الدراماتيكي أكثر من كتّأب مدرسة لوبي، ويعود ذلك لتبسيطهم للقصة ولعدد الشخصيات وبالالتزام الشعري الملاحظ، أعاد الكثيرون منهم إعادة صياغة أعمال لوبي ومدرسته الدراماتيكية. بشكل عام، اختاروا التعمق في الإغراق الفكري والأخلاقي في انتاجهم، الذي غالباً يعرض المعضلات الأخلاقية التي واجهتها الكثير من الشخصيات. وقد كتبوا الكثير من أجل مسارح البلاط والتي كانت تؤثر على ما يعرضونه في المسارح الكوميدية.
أبرز مؤلفي مدرسة كالديرون هم: أجوستين موريتو، وفرانسيسكو روخاس ثوريا، وكوبيلو دي أراغون، وماتوس فراجوسو، أنطونيو دي سوليس، أنطونيو كويلو، خوان باويتيستا دايامنتي، وبانثيس كاندامو.